# Ножницы (Windows)
Ножницы Windows (англ. Snipping Tool) — это приложение, включённое в Windows 11, Windows 10, Windows 8, Windows 7 и Windows Vista. Программа представляет собой инструмент захвата экрана, который позволяет сделать и сохранить скриншот. Есть возможность сделать снимок окна или всего экрана, выбрать область прямоугольной и произвольной формы. Снимок можно сохранить как изображение (форматов PNG, GIF и JPEG) или как веб-страницу (HTML), также есть возможность отправить снимок по электронной почте.
Также на скриншоте можно рисовать с использованием выбранного цвета непосредственно в приложении, что удобно для сохранения собственных примечаний на рисунке.
Программа может быть вызвана из меню «Пуск». Исполняемый файл приложения — %windir%\system32\SnippingTool.exe, где %windir% — каталог, где установлена ОС Windows.
В Windows 10, начиная с October 2018 Update функция приложения «Ножницы» была перемещена в приложение «Набросок на фрагменте экрана», призванное заменить устаревший компонент. Сами «Ножницы» из системы не удалены, но в них было добавлено уведомление с просьбой опробовать программу «Набросок на фрагменте экрана».
28 февраля 2023 года «Ножницы» получили функцию записи экрана, она появилась в крупном обновлении Windows 11.

## Опции
Есть ряд настроек, которые могут быть изменены. При нажатии на кнопку «Параметры» на панели инструментов откроется меню с двумя группами настроек:

### Параметры
- Показывать/скрыть инструкции и учебный текст, который отображается этой программой;
- Всегда сохранять копию в буфер обмена — копирует захваченную область не только в приложении «Ножницы», но и в буфер обмена после захвата;
- Также можно включить URL-адрес под фрагментом (только для HTML). Адрес страницы будет приведен под скриншотом;
- Включить запрос на сохранение скриншота перед выходом. Если скриншот не был сохранён, то перед выходом появится запрос на сохранение в формате JPEG, PNG и т. д.
- Показывать наложенный экран, когда программа активна: отметьте галочку — прозрачность будет активна, уберите — будет неактивна.
- В некоторых версиях программы «Ножницы» также присутствует флажок, позволяющий добавить кнопку запуска приложения на панель быстрого запуска.

### Выделение
- Цвет чернил: можно изменять цвет чернил, используемых при рисовании на скриншоте.
- Показывать линию выделения — граница выделения, по которой производится вырезание части снимка экрана, будет отмечена на скриншоте выбранным цветом чернил.

### Другие настройки
После захвата скриншота будет доступно меню «Инструменты», где пользователь может выбрать перо для рисования и настроить его цвет и толщину. Также доступны такие инструменты, как маркер и ластик. В Windows 10 в «Ножницы Windows» добавлена новая функция «Задержать», которая позволяет отложить процедуру выделения области экрана на 1—5 с. За это время на экран можно вызвать всплывающие сообщения или выпадающие меню, для которых требуется сделать скриншот. После указанного времени состояние экрана замораживается. Задержка по умолчанию отключена (0 с).